# Новий Циґув
Новий Циґув (пол. Nowy Cygów) — село в Польщі, у гміні Посвентне Воломінського повіту Мазовецького воєводства.
Населення — 161 особа (2011).
У 1975-1998 роках село належало до Седлецького воєводства.

## Демографія
Демографічна структура станом на 31 березня 2011 року:
|          | Загалом | Допрацездатний вік | Працездатний вік | Постпрацездатний вік |
| -------- | ------- | ------------------ | ---------------- | -------------------- |
| Чоловіки | 72      | 12                 | 56               | 4                    |
| Жінки    | 89      | 21                 | 56               | 12                   |
| Разом    | 161     | 33                 | 112              | 16                   |